# Dubinka (Orlická tabule)
Dubinka (362 m n. m.) je vrch v okrese Rychnov nad Kněžnou Královéhradeckého kraje. Leží asi 1 km západně od města Rychnov nad Kněžnou na jeho katastrálním území.

## Geomorfologické zařazení
Geomorfologicky vrch náleží do celku Orlická tabule, podcelku Třebechovická tabule, okrsku Rychnovský úval a podokrsku Vamberský úval.